# Bergenfield
Bergenfield borough az USA New Jersey államában, Bergen megyében. Lakosainak száma 28 321 fő (2020. április 1.).

## Népesség
A település népességének változása:
| Lakosok száma | 729  | 1991 | 26 764 | 28 321 |
|               | 1900 | 1910 | 2010   | 2020   |